# Trematopygus punctatissimus
Trematopygus punctatissimus är en stekelart som först beskrevs av Gabriel Strobl 1903.  Trematopygus punctatissimus ingår i släktet Trematopygus, och familjen brokparasitsteklar. Arten är reproducerande i Sverige.